# 棉花堡

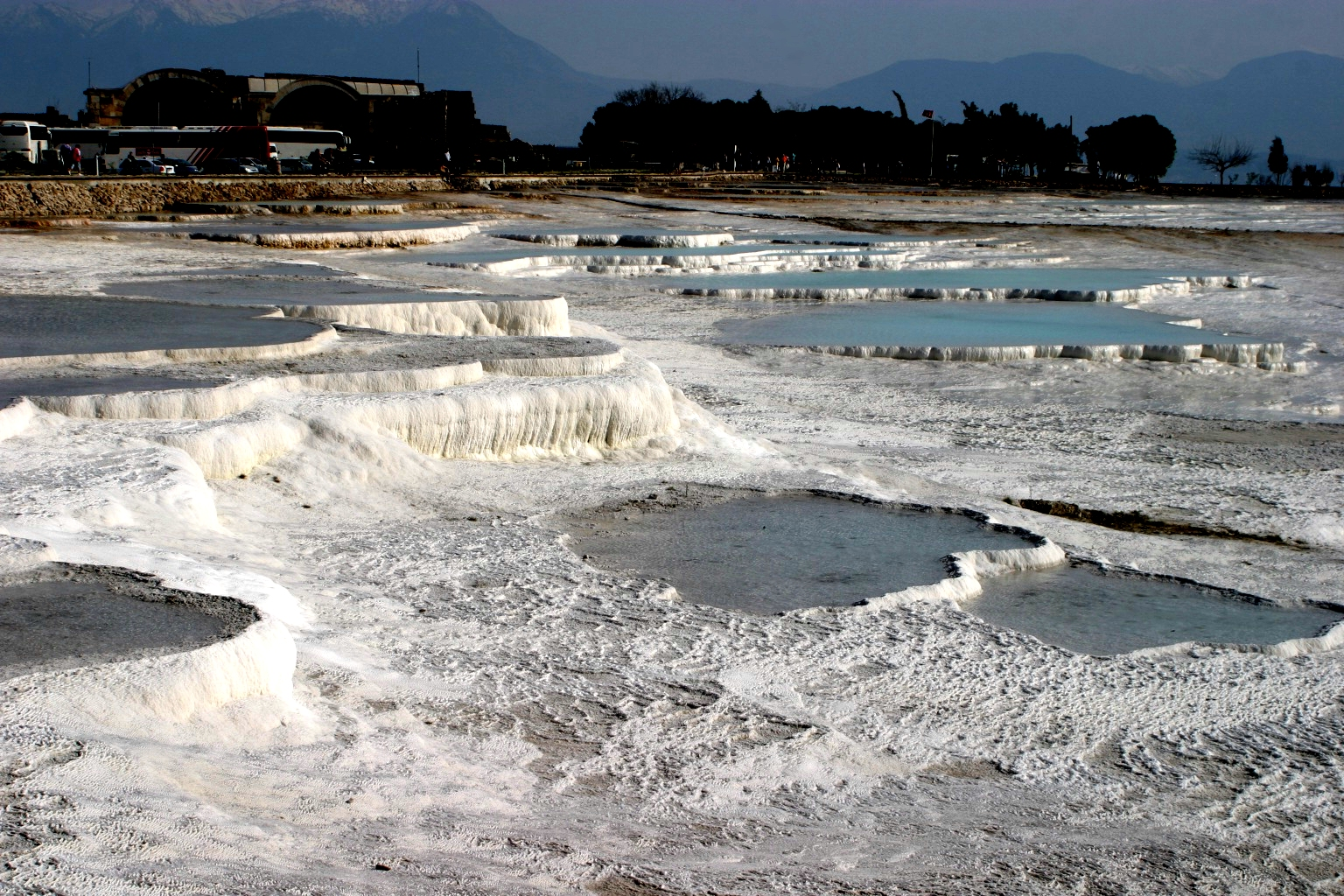
棉花堡的温泉

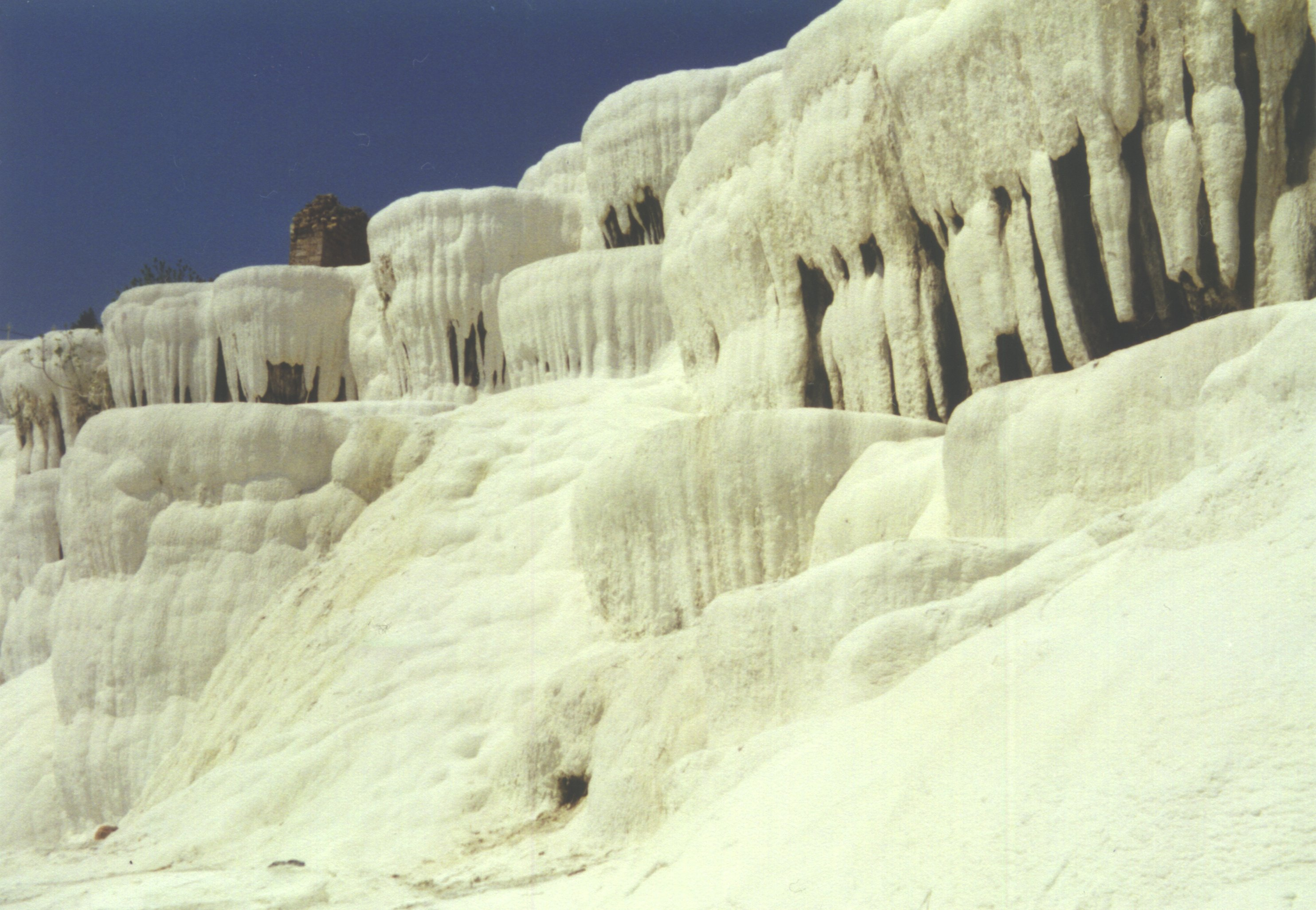
棉花堡的石灰岩组成的墙

棉花堡（又译棉堡，音译帕穆克卡莱，直译：「棉花堡」，土耳其語發音：[pamuk̚'kalɛ]）位于土耳其西南代尼茲利省境内，因该地像一座雪白的城堡而得名。棉花堡高160米，长2700米。城市富有溫泉以及石灰岩溶洞，泉水在富有碳酸鹽礦物的梯田流動。棉花堡的山顶坐落着希拉波利斯（Hierapolis）古城，古城内可以看见古罗马时期的神庙和浴场。该地在一年大部分时间内气候温和。

## 簡介
棉花堡是土耳其的著名旅游景点。世界上只有少数几个地方有相似的景观，其中包括美国黄石国家公园的Mammoth温泉、中国四川黃龍風景區。棉花堡和其顶上的希拉波利斯古城于1988年共同被列为世界遗产。
在被列为世界遗产之前，棉花堡在20世纪的后几十年间疏于保护，酒店建在景區内，温泉的水被用来填滿酒店的游泳池，水池因而干涸。酒店排出的廢水使白色的岩石上出现了褐斑。在棉花堡上還建了機場的跑道。游客們穿着鞋直接在岩石上行走，在溫泉裡洗澡還使用肥皂和洗髮液，甚至騎自行车或开摩托车上下坡。
在被列為世界遗產的时候，棉花堡正在失去以前的魅力。土耳其政府随後加强了保護措施以恢復棉花堡的本来面目。酒店其後被拆除，棉花堡的道路覆盖上了人工水池，遊客需要赤脚進入該景點。有褐斑的岩石没有被水蓋没，而是暴露在陽光中以求陽光暴晒使岩石變白，在冬天去踩石頭時，水溫較低，石頭刺痛。

## 地形
棉花堡地形的形成源自於含鈣的溫泉水在流動的過程中冷卻沉積下來的石灰岩層。此地區共有17座熱溫泉，溫度範圍介於攝氏35-100度。溫泉水是在春天由石灰岩層頂端320公尺處以及沉積60-70公尺深處湧出。在小池邊以及盆地邊，碳酸鈣慢慢沉積經過時間從果凍狀鈣化成堅硬的石灰岩層。
氣候、環境溫度以及流量的影響下，空氣中的二氧化碳和溫泉水中的二氧化碳達到平衡。溫泉源頭的空氣含有725毫克/升的二氧化碳，當水流過石灰岩層則下降至145毫克/升；同樣的碳酸鈣瀑布二氧化碳含量也從1200毫克/升降至400毫克/升，含鈣量也從576.8毫克/升降至376.6毫克/升。意指每公升的水中有499.9毫克的碳酸鈣沉積。每日1 升/s的水流量即有43191克沉積量，石灰岩的平均密度是1.48g/cm3。鑒於每日平均水流量高達465.2升/s，即可沉積面積達13584平方公尺；理論計算顯示，高達4.9平方公里的面積一天可以沉積1毫米的厚度。

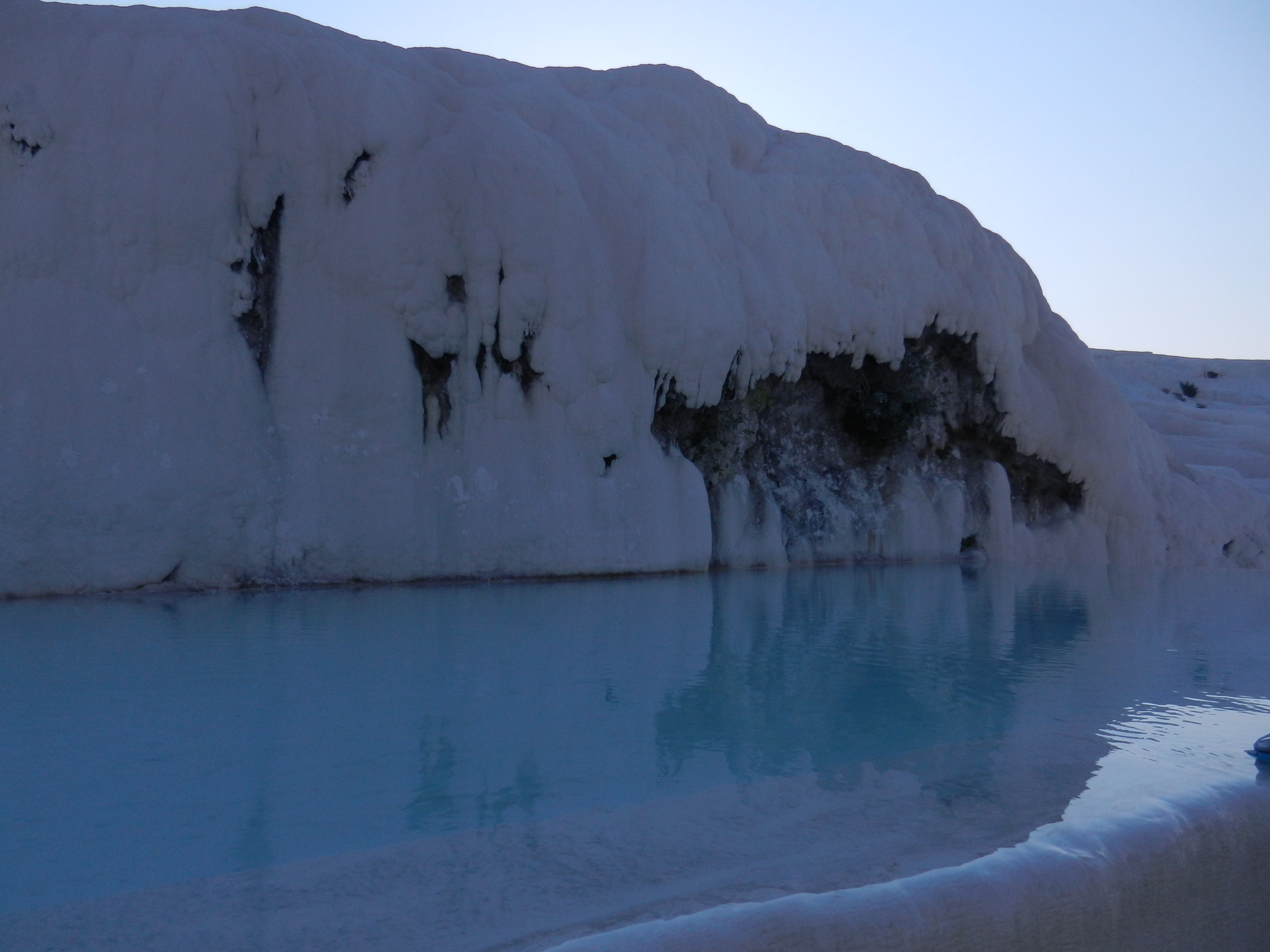
棉花堡
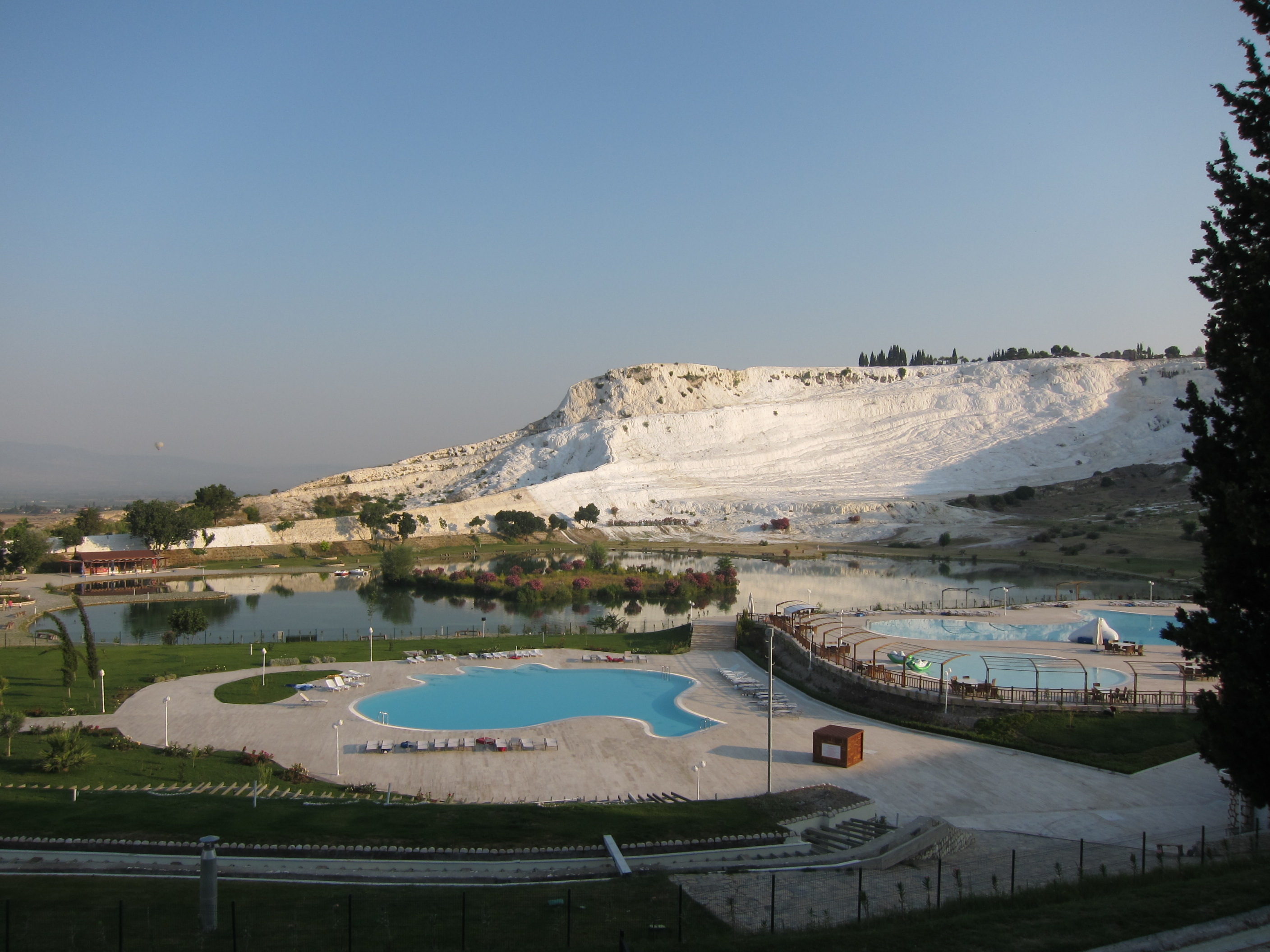
棉花堡整體景觀